# Myrmarachne macrognatha
Myrmarachne macrognatha är en spindelart som först beskrevs av Tord Tamerlan Teodor Thorell 1894.  Myrmarachne macrognatha ingår i släktet Myrmarachne och familjen hoppspindlar. Inga underarter finns listade i Catalogue of Life.